# Ottilie Collin

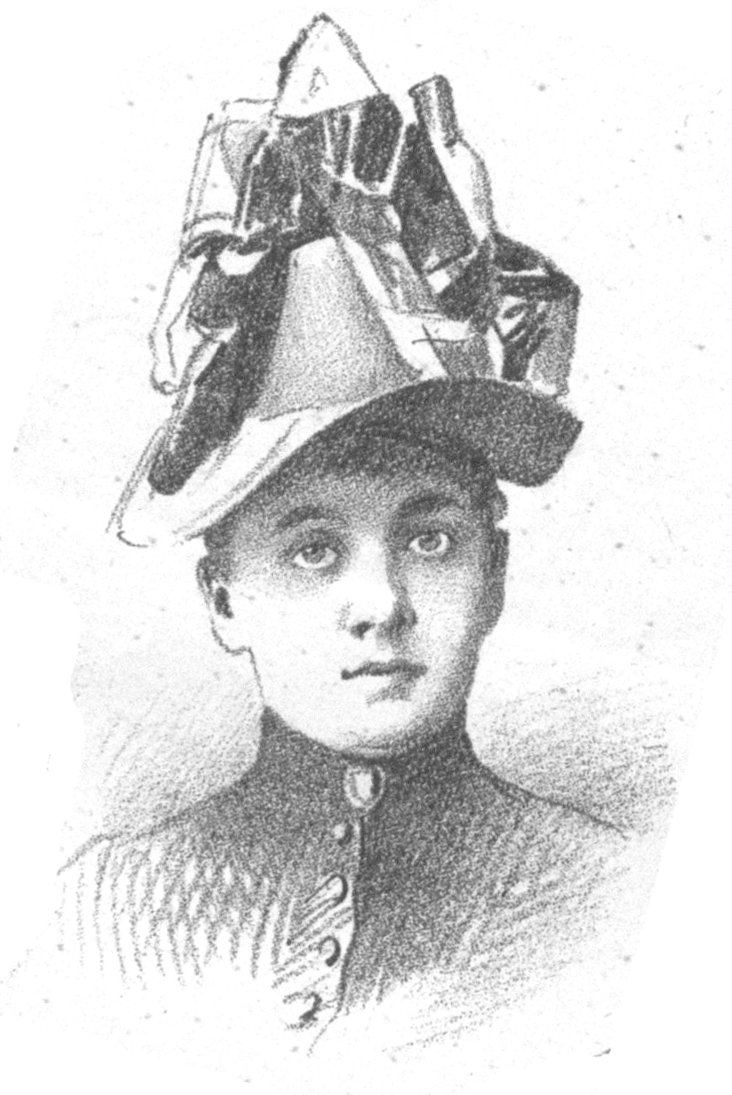
Ottilie Collin im Jahre 1891

Ottilie Collin, eigentlich Ottilie Müller (19. Mai 1863 in Wien – 29. Februar 1960 ebenda), war eine Theaterschauspielerin und Sängerin (Sopran).

## Leben

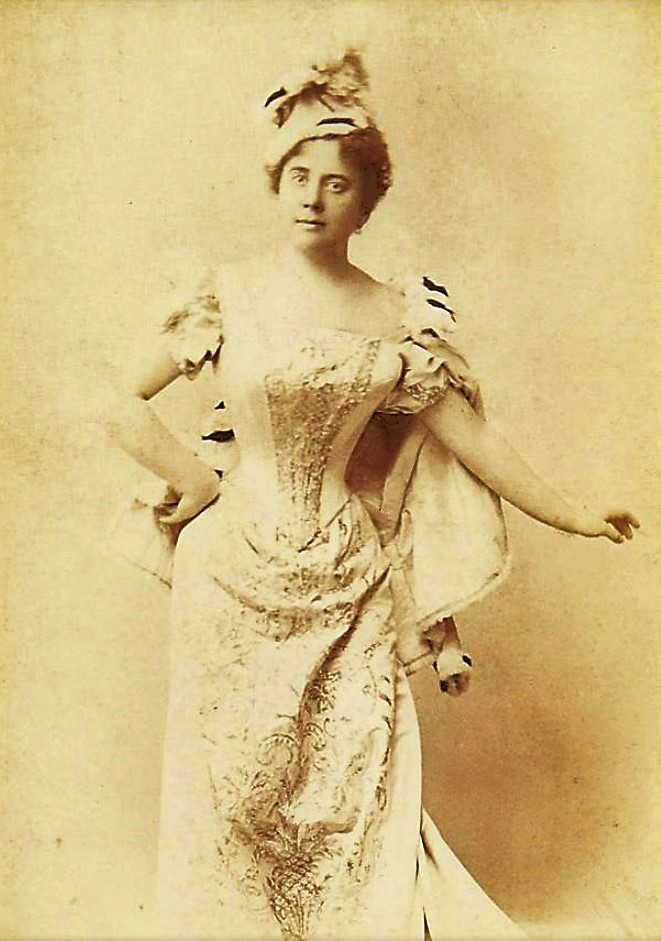
Ottilie Collin

Ottilie Müller wurde am 19. Mai 1863 in Wien als Wiener Bürgerkind geboren. Ihr Vater bekleidete die Stellung eines Militärrechnungsrates. Kaum aus der Schule, ging sie zum Theater. Sie erhielt ihre erste Ausbildung zur Bühne in Graz vom Kapellmeister Anger und debütierte am 10. September 1881 am Stadttheater Teplitz. 1883 wechselte sie nach Berlin an das Friedrich-Wilhelmstädtische-Theater. Sie gefiel und bald holte man sie an die damals erste deutschsprachige Operettenbühne, das Theater an der Wien. 1884 debütierte sie noch als Gast in Eine Nacht in Venedig als „Anina“ und wurde daraufhin sofort engagiert, obwohl sie für drei Jahre vertraglich in Berlin gebunden war. Dort blieb sie bis 1891, um danach erneut ans Friedrich-Wilhelmstädtische-Theater zu gehen, wo sie dann bis 1896 verblieb. Danach nahm sie kein fixes Engagement mehr an, sondern arbeitete nur noch gastierend.
Von ihren Rollen ist besonders die des „Zigeunermädchens“ im Zigeunerbaron, die sie anlässlich der Premiere am 24. Oktober 1885 sang. Ihr Name bleibt mit der Goldenen Operettenära der 1880er Jahre unbedingt verknüpft, denn fast keine Operette dieser Zeit wurde ohne sie aufgeführt. Bei der Uraufführung der Operette Der Vogelhändler von Carl Zeller war am 10. Jänner 1891 sie neben Alexander Girardi und Ilka Palmay in der Hauptrolle der Kurfürstin Marie zu sehen.
1899 heiratete sie den Rittergutsbesitzer Max Heilmeyer, dessen Besitzungen in der Nähe von Labiau (Ostpreußen) gelegen waren, doch dieser starb bereits vier Jahre später. Ottilie Heilmeyer-Collin starb am 29. Februar 1960 im Alter von 97 Jahren in Wien und wurde am Wiener Zentralfriedhof begraben (Kolumbarien Nische Rechtes Hochgeschoss Nr. 206).

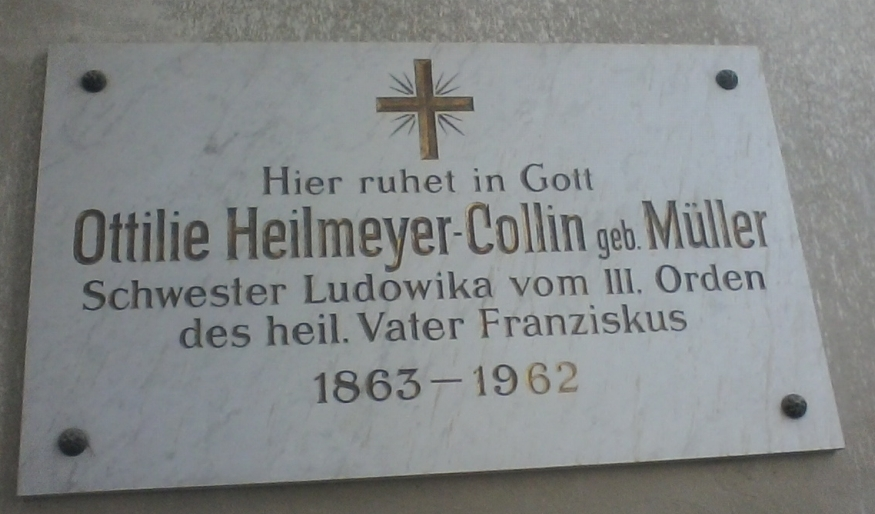
Ottilie Heilmeyer-Collin Grabstätte